# Médaille du Progrès (Azerbaïdjan)
La médaille du Progrès (en azéri : "Tərəqqi" medalı) est une distinction honorifique de la république d'Azerbaïdjan. 

## Histoire
La médaille a été créée par le décret n° 758 du président de l'Azerbaïdjan Heydar Aliyev.

## Statut
La médaille du Progrès est décernée aux :
- Citoyens de la république d'Azerbaïdjan
- Ressortissants étrangers et non-citoyens de la république d'Azerbaïdjan
- Les personnes sans citoyenneté

La médaille est décernée à des personnalités pour les services suivants:
- Contributions spéciales dans le domaine de l'industrie et de l'agriculture;
- Révélation et propositions innovantes de grande importance;
- Contributions spéciales dans le domaine de la science, de la culture, de la littérature, des arts, de l’éducation publique et de la santé;
- Contributions spéciales sur la construction et la reconstruction d'objets agricoles;
- Activité productive dans le développement de la culture physique et du sport.

La médaille a également été décernée pour des mérites particuliers. Par exemple, à partir du 4 juillet 2011, elle a été remise à plusieurs personnes dans le domaine du développement de la diaspora azerbaïdjanaise par Ilham Aliyev, le président de la république d'Azerbaïdjan. 
Elle est épinglée sur le côté gauche de la poitrine et s'il y a d'autres médailles ou ordres de la république d'Azerbaïdjan, médaille du Courage.

## Description
La médaille est faite de métal en laiton sous la forme d'un ornement saillant ovale et à arêtes vives d'une taille de 51 mm le long de la ligne verticale et de 48 mm le long de la ligne horizontale. Il y a un cercle de 51 mm de diamètre au centre de l'ornement encadré d'une bande décorée de 2,5 mm de largeur, une bande aux extrémités incurvées sur laquelle figure l'inscription Tərəqqi en relief, un bourgeon comme un arbre ramifié sur le fond du Soleil radieux . Et il y a une étoile à sept tranchants sur le dessus.
Il y a des images d'un croissant et d'une étoile à huit tranchants sur la face arrière supérieure de la médaille. Il y a un hexagone étiré en bas pour écrire la date d'attribution. La médaille est bordée d'un rebord saillant. Toutes les inscriptions et images sont saillantes. À l'aide d'un anneau oculaire, la médaille est attachée à un bloc tétragonal. Le bloc se compose de 2 parties ornementées concaténées avec un ruban moiré de couleur marron. Les bords supérieur et inférieur gauche du ruban sont olive et sont entrecoupés de lignes dorées de 1 mm de largeur. La largeur totale du ruban est de 19 mm. La taille du bloc est de 46 mm x 22 mm.

## Destinataires
- Leyla Aliyeva - rédactrice en chef du magazine "Bakou", présidente du département russe de la Fondation Heydar Aliyev[2]
- Ilkin Mammadov - Chef du Département des relations internationales de l'Assemblée nationale d'Azerbaïdjan[3],[4]
- Israfil Achurlu - alpiniste, président de la Fédération d'alpinisme d'Azerbaïdjan
- Fazil Hasanov - président du Centre culturel azerbaïdjanais
- Tale Heydarov - président de la société euro-azerbaïdjanaise
- Namig Mammadov - professeur de l'Académie russe des sciences
- Erich Feigl - écrivain, journaliste, réalisateur de documentaires et producteur de films
- Rahid Alekberli - directeur technique de Delta Telecom
- Ilgar Nazarov
- Eltchin Babayev
- Enes Cansever - Rédacteur en chef de  Zaman
- Iskandar Chirali
- Sept représentants de la Société du Croissant-Rouge d'Azerbaïdjan[5]
- Agence nationale azerbaïdjanaise pour la lutte antimines
- Personnel médical[6]
- Employés de la Bibliothèque nationale d'Azerbaïdjan
- Travailleurs de l'éducation de l'Université d'État de Gandja
- Teymur Hajiyev
- Huseyn Gasimov - ancien responsable des finances, BP Azerbaïdjan 2009
- German Zaharyaev - milliardaire russe né en Azerbaïdjan[7]
- Pacha Kerimov - docteur en sciences philologiques, directeur adjoint de l'Institut des manuscrits de l'ANAS
- Rachad Nabiyev - président du conseil d'administration et directeur général d'Azercosmos.
- Namig Mammadov - personnalité publique azerbaïdjanaise, homme d'affaires et mécènes[8].